# Karl Perschke
Karl Perschke (* 18. Februar 1879 in Zeyer, Landkreis Elbing; † nach 1932) war ein deutscher Politiker (Wirtschaftspartei).

## Leben
Der gelernte Kaufmann war beruflich in Berlin-Tempelhof tätig und fungierte als Erster Vorsitzender des Zentralverbandes der Lebensmittelhersteller Deutschlands.
Im Dezember 1924 wurde er als Landeswahlvorschlag der Reichspartei des Deutschen Mittelstandes (Wirtschaftspartei) in den Preußischen Landtag gewählt, dem er bis 1932 angehörte. Von 1924 bis 1928 war er Mitglied der Fraktion Wirtschaftliche Vereinigung.